# Calasetta
Calasetta település Olaszországban, Szardínia régióban, Carbonia-Iglesias megyében. Lakosainak száma 2775 fő (2023. január 1.).

## Fekvése
Calasetta Sant'Antioco szigetén, Szardínia délnyugati partjainál található.
Calasetta Sant’Antioco községgel határos.

## Népesség
A település népességének változása:
| Lakosok száma | 2908 | 2822 | 2775 |
|               | 2017 | 2021 | 2023 |

## Közlekedés

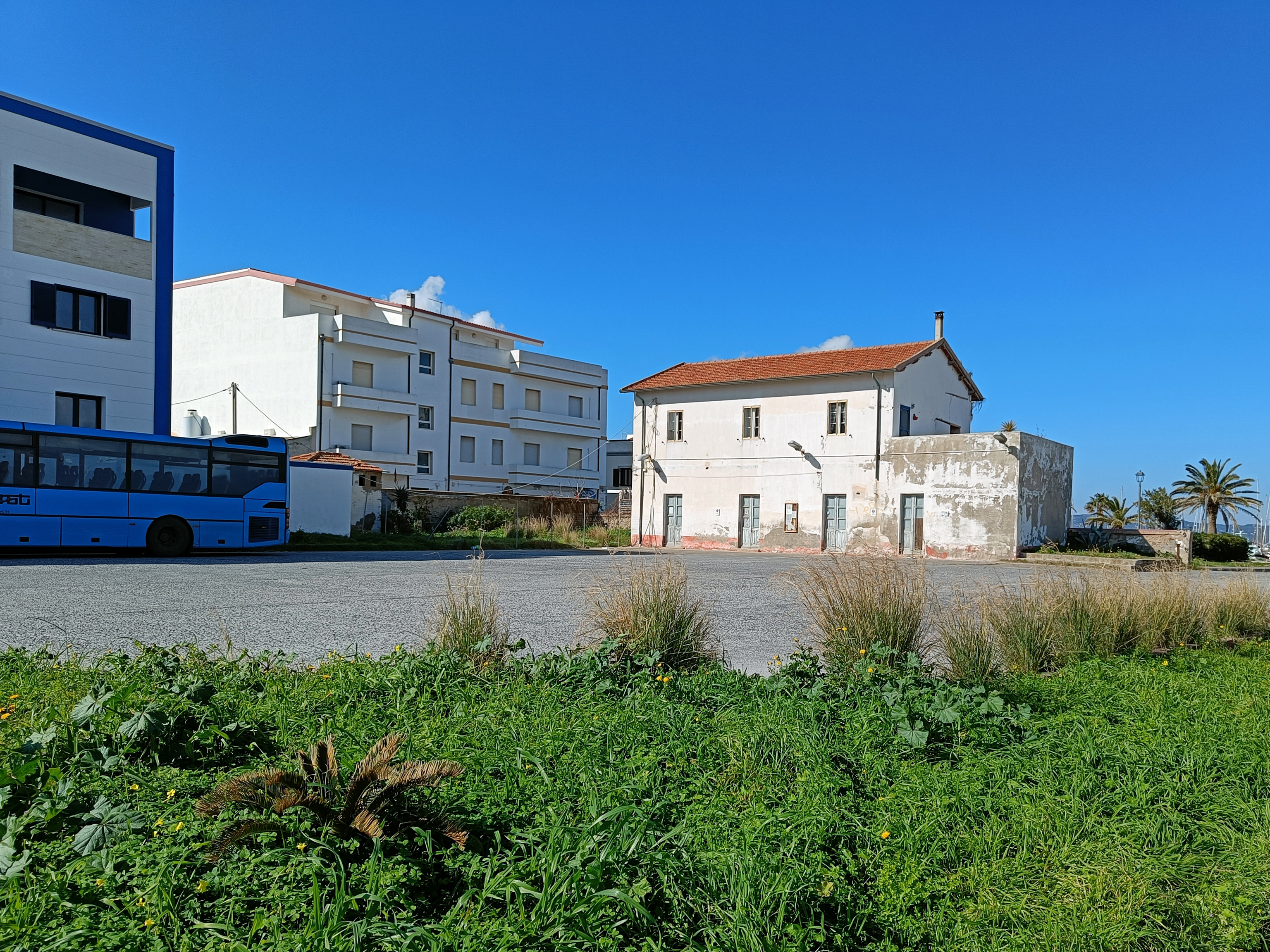
Az 1974-ben bezárt vasútállomás

Sant'Antioco szigetét északkeleten egy híd és egy földszoros köti össze Szardíniával. A keskeny nyomtávú vasút Calasetta kikötőjéből Cussorgia, majd az északi part mentén Sant'Antioco, onnan pedig Carbonia vagy Siliqua felé vezetett. A keskeny nyomtávú vonalakon a vasút megszűnése óta autóbuszok közlekednek.
Calasetta kikötője két területre oszlik. Nyugatra található a jacht- és halászkikötő. Keletre található a kompkikötő.